# Жантокова, Дарига
Дарига Жантокова (каз. Дариға Жантоқова, 8 марта 1918, Актобе, Аулиеатинский уезд, Сырдарьинская область, Туркестанский край — 20 сентября 2011, Красная Звезда, Жамбылская область) — колхозница, звеньевая колхоза «Красная звезда», Герой Социалистического Труда (1948).

## Биография
Происходит из рода Шымыр племени дулат.
Родилась в 1918 году в ауле Костобе, Туркестанский край (сегодня — Жамбылский район Жамбылской области, Казахстан). В 1938 году вступила в колхоз «Красная звезда» Джамбулской области. В 1944 году была назначена звеньевой свекловодческого звена.
В 1945 году свекловодческое звено под руководством Дариги Жантоковой собрало по 225 центнеров сахарной свеклы с каждого гектара. В 1946 году было собрано по 245 центнеров. В 1947 году звено собрало с участка площадью 4 гектара по 1046 центнеров и по 1143 центнера сахарной свеклы с участка площадью 2 гектара. За этот доблестный труд 28 марта 1948 года была удостоена звания Героя Социалистического Труда. Указом Президиума Верховного Совета СССР от 14.04.1954 года была лишена высокого звания Героя. Восстановлена в звании Героя Социалистического Труда 19 января 1959 года.

## Награды
- Герой Социалистического Труда (28.03.1948);
- Орден Ленина (28.03.1948);
- Медаль «За доблестный труд в Великой Отечественной войне 1941—1945 гг.»;